# Заслужений лікар Республіки Білорусь
«Заслужений лікар Республіки Білорусь» — почесне звання.

## Порядок присвоєння
Присвоєння почесних звань Республіки Білорусь здійснює Президент Республіки Білорусь. Рішення щодо присвоєння
державних нагород оформляються указами Президента Республіки Білорусь. Державні нагороди, в тому числі
почесні звання, вручає Президент Республіки Білорусь або інші службовці за його вказівкою. Присвоєння почесних
звань РБ відбувається в урочистій атмосфері. Державна нагорода РБ вручається нагородженому особисто. У випадку
присвоєння почесного звання РБ з вручення державної нагороди видається посвідчення.
Особам, удостоєнних почесних звань РБ, вручають нагрудний знак.
Почесне звання «Заслужений лікар Республіки Білорусь» присвоюється високопрофесійним лікарям, які працюють
за спеціальністю п'ятнадцять і більше років, за заслуги в охороні здоров'я населення, організації і наданні
лікувально-профілактичної допомоги з використанням в роботі сучасних досягнень медичної науки та техніки